# Éragny-sur-Epte

Éragny-sur-Epte este o comună în departamentul Oise, Franța. În 1 ianuarie 2022 avea o populație de 599 de locuitori.